# Brouck

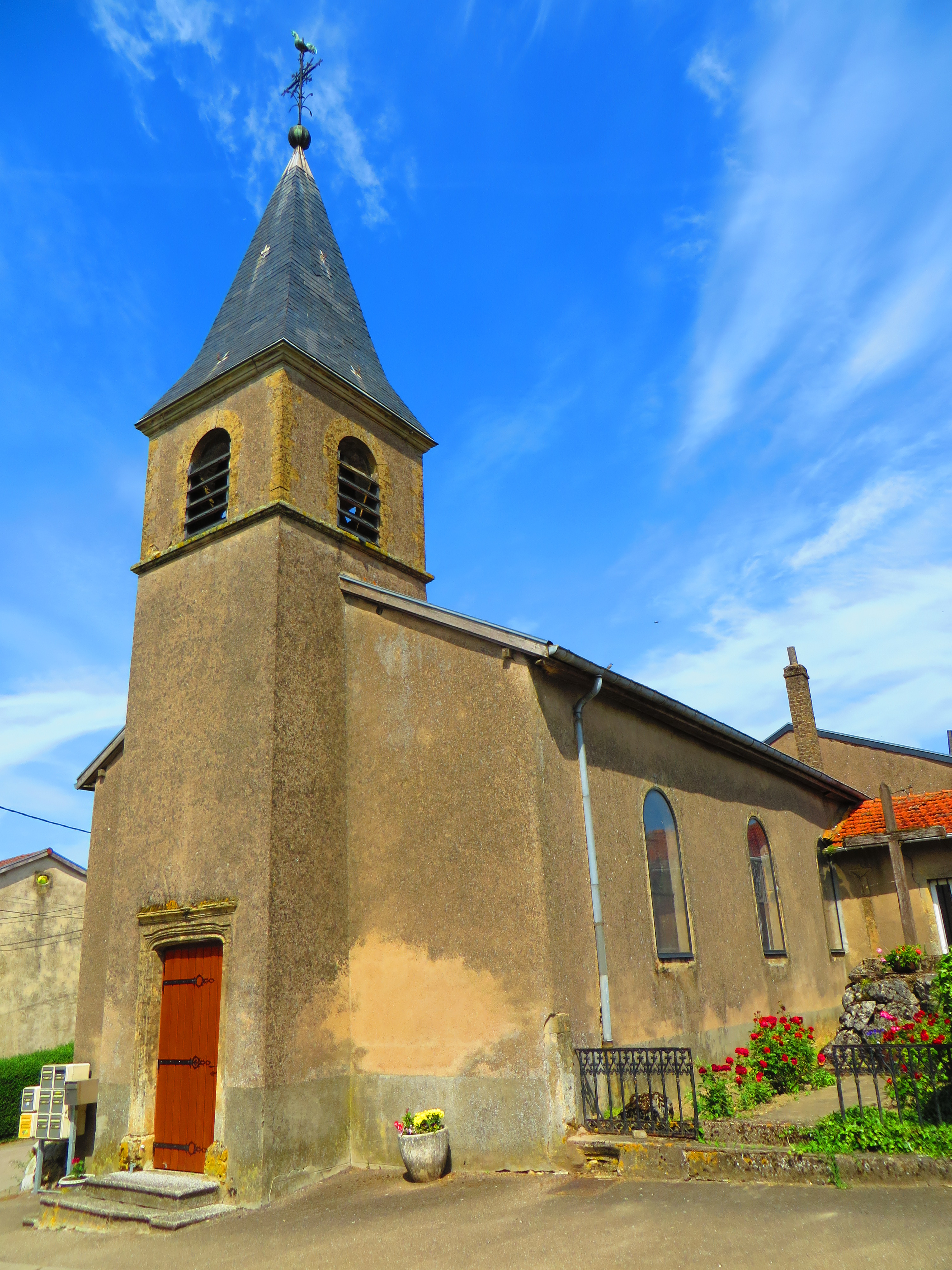
Kirche Mariä Empfängnis (Église de l'Immaculée-Conception)

Brouck (deutsch Bruchen) ist eine französische Gemeinde mit 81 Einwohnern (Stand 1. Januar 2022) im Département Moselle in der Region Grand Est (bis 2015 Lothringen).

## Geographie
Die Gemeinde liegt in Lothringen, 26 Kilometer östlich von Metz, sechs Kilometer südlich von Boulay-Moselle (Bolchen) und etwa 15 Kilometer westlich des Grenzortes Freyming-Merlebach (Freimengen-Merlenbach) nahe der Autoroute A4.

## Geschichte
Der Ort wurde 1178 erstmals als Brocchi erwähnt. Weitere Namen waren Bruco (1236), Broucq (1702) und Brücken (1756). 
Das Dorf gehörte früher zum Herzogtum Lothringen  sowie zur österreichischen Exklave Rollingen. Nach der Annexion Lothringens durch Frankreich 1766 hatte sich der französische König die Lehnshoheit über die Herrschaft Rollingen, als einem lothringischen Erblehen, vorbehalten. 1769 verkaufte Österreich die ihm an Rollingen verbliebenen Rechte an Frankreich.
Durch den Frankfurter Frieden vom 10. Mai 1871 kam das Gebiet an das deutsche Reichsland Elsaß-Lothringen, und das Dorf wurde dem Kreis Bolchen im Bezirk Lothringen zugeordnet. Auf der Gemarkung der Gemeinde gab es eine Mühle und Kalksteinbrüche.
Nach dem Ersten Weltkrieg musste die Region aufgrund der Bestimmungen des Versailler Vertrags 1919 an Frankreich abgetreten werden. Im Zweiten Weltkrieg war die Region von der deutschen Wehrmacht besetzt.

### Demographie
Im Jahr 1871 hatte der Ort 202 meist römisch-katholische Einwohner, die in 53 Häusern lebten und unter denen sich eine evangelische Person befand. 1910 wurden 129 Einwohner gezählt.
| Jahr      | 1962 | 1968 | 1975 | 1982 | 1990 | 1999 | 2009 | 2019 |
| Einwohner | 37   | 52   | 59   | 59   | 78   | 66   | 77   | 85   |

## Sehenswürdigkeiten
- Kirche Mariä Empfängnis (L'Immaculée-Conception) von 1702